# Вологі ліси передгір'їв Гвіани
Вологі ліси передгір'їв Гвіани (ідентифікатор WWF: NT0182) — неотропічний екорегіон тропічних та субтропічних вологих широколистяних лісів, розташований на Гвіанському нагір'ї в Південній Америці.

## Географія
Екорегіон вологих лісів передгір'їв Гвіани розташований в регіоні Гвіана на півдні Венесуели, на території штатів Амасонас і Болівар, а також на півночі Бразилії, на території штатів Амазонас і Рорайма. Він охоплює долини та передгір'я Гвіанського нагір'я, розташовані на висоті до 500 м над рівнем моря, утворюючи перехідну зону між високогір'ями, які є частиною екорегіонів вологих лісів Гвіанського нагір'я та лісів і чагарників Пантепую, і навколишніми низовинами. На північ і північний захід від екорегіону, на території Оринокської низовини, поширені савани Льяносу, на схід, на території Гвіанської низовини, — вологі ліси Гвіани, а на південь, на території Амазонської низовини, — вологі ліси Негру і Бранку та вологі ліси Уатуми і Тромбетасу.

## Клімат
В межах екорегіону переважає екваторіальний клімат (Af за класифікацією кліматів Кеппена) або мусонний клімат (Am за класифікацією Кеппена). Середня температура в регіоні становить 24 °C, а середньорічна кількість опадів коливається від 2000 до 2600 мм, збільшуючись з півночі на південь.

## Флора і фауна
Рослинний покрив екорегіону представлений вологими тропічними лісами, які характеризуються високим флористичним різноманіттям та рівнем ендемізму. Тут зустрічається близько 8000 видів рослин, з яких майже половина є ендеміками Гвіанського нагір'я. У лісах регіону спостерігається надзвичайно високе різноманіття пальм, серед яких слід відзначити колючу тукуму (Astrocaryum aculeatum), кулястоплодий бактріс (Bactris sphaerocarpa), пальму маріпа (Attalea maripa) та ходячу сократею (Socratea exorrhiza). Серед інших рослин, поширених в екорегіоні, слід відзначити гладенькопелюсткову псевдоальбіцію (Pseudalbizzia glabripetala) — прибережне дерево заввишки від 10 до 12 м, та мадейрський махеріум (Machaerium madeirense) — ліану, що зустрічається на висоті від 100 до 500 м над рівнем моря.
Фауна екорегіону також характеризується високим різноманіттям. Серед великих ссавців, поширених в лісах екорегіону, слід відзначити південноамериканського тапіра (Tapirus terrestris), американську мазаму (Mazama americana), амазонійську мазаму (Mazama nemorivaga), звичайного пекарі (Tayassu pecari), ошийникового пекарі (Dicotyles tajacu), білочереву коату (Ateles belzebuth), гвіанського ревуна (Alouatta macconnelli), рудоспинного сакі (Chiropotes chiropotes), велику капібару (Hydrochoeris hydrochaeris), гігантську видру (Pteronura brasiliensis), південного двопалого лінивця (Choloepus didactylus), пуму (Puma concolor) та ягуара (Panthera onca), а серед менших ссавців — мірікіну (Aotus trivirgatus), оливкового капуцина (Cebus olivaceus), оцелота (Leopardus pardalis), маргая (Leopardus wiedii), чагарникового пса (Speothos venaticus), амазонську носуху (Nasua nasua), низинну паку (Cuniculus paca), бразильського агуті (Dasyprocta leporina), бразильську вивірку (Sciurus aestuans), південного опосума (Didelphis marsupialis) та американського тамандуа (Tamandua tetradactyla). Ендемічними або майже ендемічними представниками екорегіону є вогняні вивірки (Sciurus flammifer) та гвіанські щетинці (Proechimys hoplomyoides).
Серед птахів, поширених в регіоні, слід відзначити амазонійського татаупу (Crypturellus variegatus), тонкодзьобого кракса (Crax alector), гвіанського токро (Odontophorus gujanensis), рожевошийого голуба (Patagioenas cayennensis), товстодзьобого ані (Crotophaga ani), гоацина (Opisthocomus hoazin), гаянського ерміта (Phaethornis rupurumii), сірогрудого колібрі-шаблекрила (Campylopterus largipennis), зеленолобого колібрі-фею (Heliothryx auritus), буроголового колібрі-лісовичка (Thalurania furcata), велику гарпію (Harpia harpyja), амазонійську сплюшку (Megascops watsonii), чорнохвостого трогона (Trogon melanurus), червонодзьобого тукана (Ramphastos tucanus), колумбійського тукана (Selenidera nattereri), білоплечу лінивку-чорнопера (Monasa atra), червоного ару (Ara macao), червоно-зеленого ару (Ara chloropterus), тринідадського амазона (Amazona ochrocephala), білолобого папугу (Deroptyus accipitrinus), синьоголового папугу-червоногуза (Pionus menstruus), жовтощокого каїку (Pyrilia barrabandi), рудочеревого кадука (Isleria guttata), рудогорлу мурав'янку (Gymnopithys rufigula), гвіанську мурав'янку-куцохвоста (Hylophylax naevius), котингу-капуцина (Perissocephalus tricolor), гаянську пигу (Lipaugus vociferans), гвіанського гребнечуба (Rupicola rupicola), леопардового кокоа (Xiphorhynchus pardalotus), тропічного тирана (Tyrannus melancholicus), гаянського тиранчика-чубаня (Lophotriccus galeatus), рудокрилого бієнтевіо (Myiozetetes cayanensis), гіацинтову паю (Cyanocorax violaceus), амазонійського поплітника (Cantorchilus leucotis), жовтохвостого касика (Cacicus cela), фіолетову гутураму (Euphonia violacea), гаянську танагру (Ixothraupis varia), пурпурову тапірангу (Ramphocelus carbo), блакитного цукриста (Dacnis cayana) та церебу (Coereba flaveola). Ендемічними або майже ендемічними представниками екорегіону є гаянські амазилії-берили (Saucerottia cupreicauda), рудобокі мурав'янки-прудкокрили (Hypocnemis flavescens), венесуельські аляпі (Myrmelastes caurensis), рораїманські аляпі (Myrmelastes saturatus), венесуельські салтарини (Lepidothrix suavissima), тепуйські тиранчики-мухолюби (Mionectes roraimae), буроголові віреончики (Hylophilus brunneiceps) та венесуельські семілеро (Amaurospiza carrizalensis).

## Збереження
Оцінка 2017 року показала, що 181 044 км², або 79 % екорегіону, є заповідними територіями. Природоохоронні території включають: Національний парк Канайма, Національний парк Хауа-Сарісаріньяма, Національний парк Каура, Лісовий заповідник Ель-Каура та Лісовий заповідник Іматака у Венесуелі, а також Національний парк Піку-да-Небліна, Державний парк Серра-ду-Арака, Національний ліс Рорайма та Екологічний заповідник Марака в Бразилії. У 1994 році Національний парк Канайма був внесений до списку Світової спадщини ЮНЕСКО.